# 遼瀋戦役
遼瀋戦役（りょうしんせんえき、中国語: 遼瀋戰役）、または略せずに遼寧瀋陽戦役（りょうねいしんようせんえき）は国共内戦の後期、中国人民解放軍が仕掛けた3つの戦役のうち、最初の戦役である（残りの2つは淮海戦役と平津戦役）。中華民国側の呼称は遼西会戦（中国語: 遼西會戰）。1948年9月から11月まで52日間続いたこの戦役では人民解放軍が瀋陽、長春、錦州で中華民国陸軍を撃破、中国東北部全域を占領した。

## 背景
1947年の中国東北部における冬季攻勢の後、人民解放軍は13個歩兵軍団、1個砲兵軍団、15個独立師団、および3個騎兵師団と、総勢54師団・70万人の軍勢を保持していた。さらに30万の非正規軍もいたので、1948年8月時点では満洲の人口の86％および土地の97％を支配下においていた。中華民国は警察を含むと44師団・55万人の軍勢を維持していたが数では人民解放軍が優勢だった。
中華民国軍は瀋陽、長春、錦州で孤立していてお互い連絡が取れなかった。さらに人民解放軍が京哈線を占拠していたので瀋陽と長春への補給線は切られており、補給は空輸でしか行えなかった。このため中華民国政府は必要があれば長春と瀋陽から錦州へ撤退して、満洲の人民解放軍が山海関から侵入することを防ぐ用意があった。

## 共産党の進撃（9月12日 – 10月20日）

### 錦州
1948年9月12日、人民解放軍は京哈線を下って攻撃を仕掛け、綏中、昌黎、塔山、義県を占領、錦州と秦皇島の間を平定した。
蔣介石は9月30日に北平に到着、侯鏡如率いる第39、第62、第92軍を編成して葫蘆島から錦州へ増援を送ろうとした。蔣介石は次に10月2日に瀋陽に到着、廖耀湘と第9軍に西から錦州を増援して錦州の包囲を解くよう命令を下した。
10月3日までに共産党軍は25万人を集め、錦州の包囲を開始した。一方の民国軍は10日から15日までの間に錦州に加勢しようとしたが塔山の戦いで止められた。
10月14日、共産党軍は錦州に向けて最後の攻勢に出て、翌日の夜に同市と范漢傑率いる8万人を降伏させた。

### 長春
長春は戦役以前から5か月以上包囲されており、飢餓で弱った民国軍は蔣介石からの命令にもかかわらず包囲を突破することができなかった。錦州が陥落したことで第60軍は10月17日に離反、新第7軍は19日に降伏した。
残りの民国軍は10月21日に降伏、共産党軍は長春を占領した。

## 民国軍の反撃（10月21日 – 10月28日）

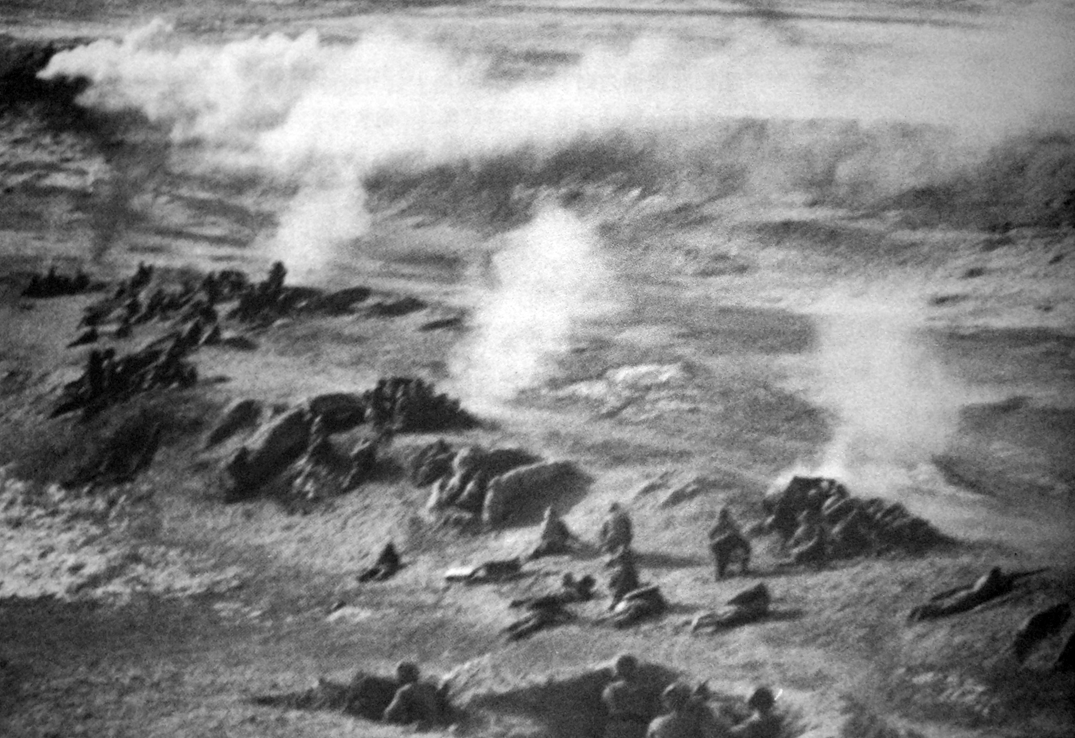
黒山の戦い

### 黒山
民国軍が錦州と長春で大損害を食らった後、蔣介石は反攻を計画、廖耀湘と第9軍に錦州の再占領を命令した。しかし、廖耀湘や他の軍人たちはこの決定に反発した。
10月16日、民国軍の指導部は錦州の代わりに黒山と大虎山の占領を決定、続いて営口への撤退を計画した。蔣介石はこの計画に同意、21日に第9軍が黒山への攻撃を開始した。
しかし、共産党軍は黒山と大虎山の守備に成功、続いて第9軍を包囲して撃破した。

## 瀋陽の陥落（10月29日 – 11月2日）

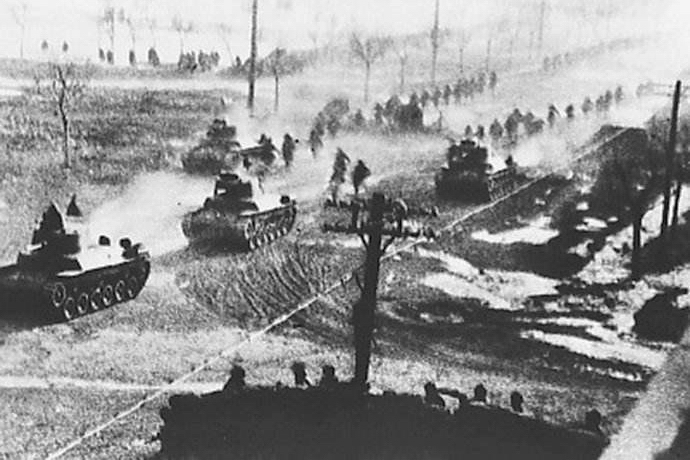
瀋陽に進軍する中国人民解放軍と九七式中戦車

人民解放軍は10月29日に瀋陽を包囲、これを受けて民国軍の指揮官衛立煌は翌日瀋陽を脱出した。
11月1日、人民解放軍は瀋陽に向かって最後の攻勢に出て、翌日民国軍を降伏させた。同日、営口も共産党に降伏、残りの民国軍は葫蘆島へ逃げ、ここに遼瀋戦役が終結した。

## その後
瀋陽が陥落すると、葫蘆島の近くにいる民国軍は天津と上海へ撤退し、満洲は共産党の手に落ちた。
満洲は重工業が盛んで、工業の原材料となる資源も多く、その喪失は中華民国にとって大打撃となった。民国軍も大打撃を受けて戦意が低下し、人民解放軍は再開戦以降はじめて人数で民国軍を上回った。